# Greta Kuckhoff

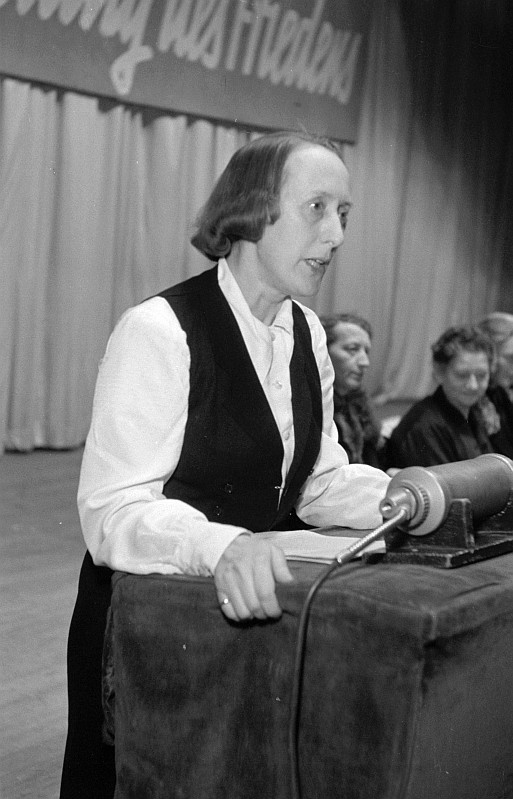
Greta Kuckhoff (1947)

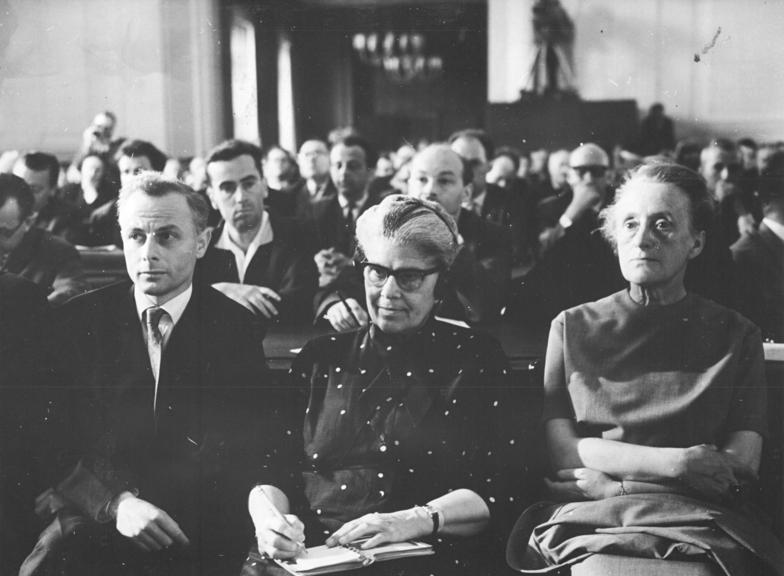
Greta Kuckhoff (rechts) beim Globke-Prozess 1963. Neben ihr Eslanda Goode Robeson, die Frau von Paul Robeson.

Greta Maria Gertrud Kuckhoff (geb. Lorke; * 14. Dezember 1902 in Frankfurt (Oder); † 11. November 1981 in Wandlitz) war eine deutsche Widerstandskämpferin gegen den Nationalsozialismus. In der DDR war sie von 1950 bis 1958 Präsidentin der Deutschen Notenbank, der Vorgängerin der Staatsbank der DDR.

## Leben
Greta Lorke war die Tochter des katholischen Instrumentenmachers Georg Lorke in Frankfurt (Oder). Trotz bescheidener Verhältnisse in ihrer Familie konnte sie ein Oberlyzeum besuchen. Nach der Lehrerausbildung 1924 begann Greta Kuckhoff ein Studium der Soziologie und Volkswirtschaft an den Universitäten Berlin und Würzburg. Von 1927 bis 1929 studierte sie an der University of Wisconsin–Madison, wo sie Arvid und Mildred Harnack kennenlernte. Zwischen 1930 und 1932 war sie Mitarbeiterin des Aktienrechtlers Rosendorf in Zürich, ab 1933 Sekretärin von Karl Mannheim am Institut für Sozialforschung in Frankfurt am Main. Erste oppositionelle Tätigkeiten fanden bereits zu dieser Zeit statt. Im gleichen Jahr lernte Greta den Schriftsteller Adam Kuckhoff kennen, den sie 1937 heiratete. Bis 1942 arbeitete sie als Übersetzerin auch für das Reichsministerium für Volksaufklärung und Propaganda. Im Jahr 1939 war sie als deutsche Mit-Übersetzerin an der englischen Übersetzung von Hitlers Mein Kampf beteiligt, die im August 1939 erschien. Sie hatte damit die Hoffnung verbunden, die britische Öffentlichkeit über Hitler aufklären zu können.
Seit Mitte der 1930er-Jahre hatte sie erste Kontakte zu dem Ehepaar Harro und Libertas Schulze-Boysen. Greta Kuckhoff wurde am 12. September 1942 im Zusammenhang mit den Ermittlungen der Gestapo gegen den Schulze-Boysen/Harnack-Kreis und ihren Ehemann verhaftet, am 3. Februar 1943 zum Tode wegen „Beihilfe zum Hochverrat und Nichtanzeige eines Vorfalls der Spionage“ verurteilt. Die Todesstrafe wurde am 4. Mai aufgehoben, jedoch im September bei einer zweiten Verhandlung vor dem Reichskriegsgericht in zehn Jahre Zuchthaus und Aberkennung der bürgerlichen Ehrenrechte wegen „Beihilfe zur Vorbereitung eines hochverräterischen Unternehmens und Feindbegünstigung“ umgewandelt, sie kam in das Zuchthaus Waldheim. Einen Monat zuvor wurde ihr Mann in Plötzensee als Mitglied der Widerstandsgruppe um Arvid Harnack und Harro Schulze-Boysen hingerichtet. Am 8. Mai 1945 befreite die Rote Armee Greta Kuckhoff und andere Häftlinge aus Waldheim.
Greta Kuckhoff trat 1945 in die KPD ein und wurde als Leiterin der Amtsstelle für die entnazifizierten und herrenlosen Betriebe in Berlin eingesetzt. Ab April 1946 war sie durch die Zwangsvereinigung von SPD und KPD zur SED Mitglied der SED.
Zusammen mit Adolf Grimme und Günther Weisenborn strengte sie im September 1945 einen Prozess gegen den ehemaligen Oberstkriegsgerichtsrat Manfred Roeder an, der vor dem Reichskriegsgericht die Anklage gegen die Mitglieder der Roten Kapelle vertreten hatte. Das Verfahren gegen Roeder nach Kontrollratsgesetz Nr. 10 wurde von der Staatsanwaltschaft Lüneburg 1951 eingestellt, die in ihrem 1732 Seiten umfassenden Schlussbericht keine Anhaltspunkte dafür fand, dass das Verfahren gegen die Rote Kapelle ein Verbrechen gegen die Menschlichkeit dargestellt habe.

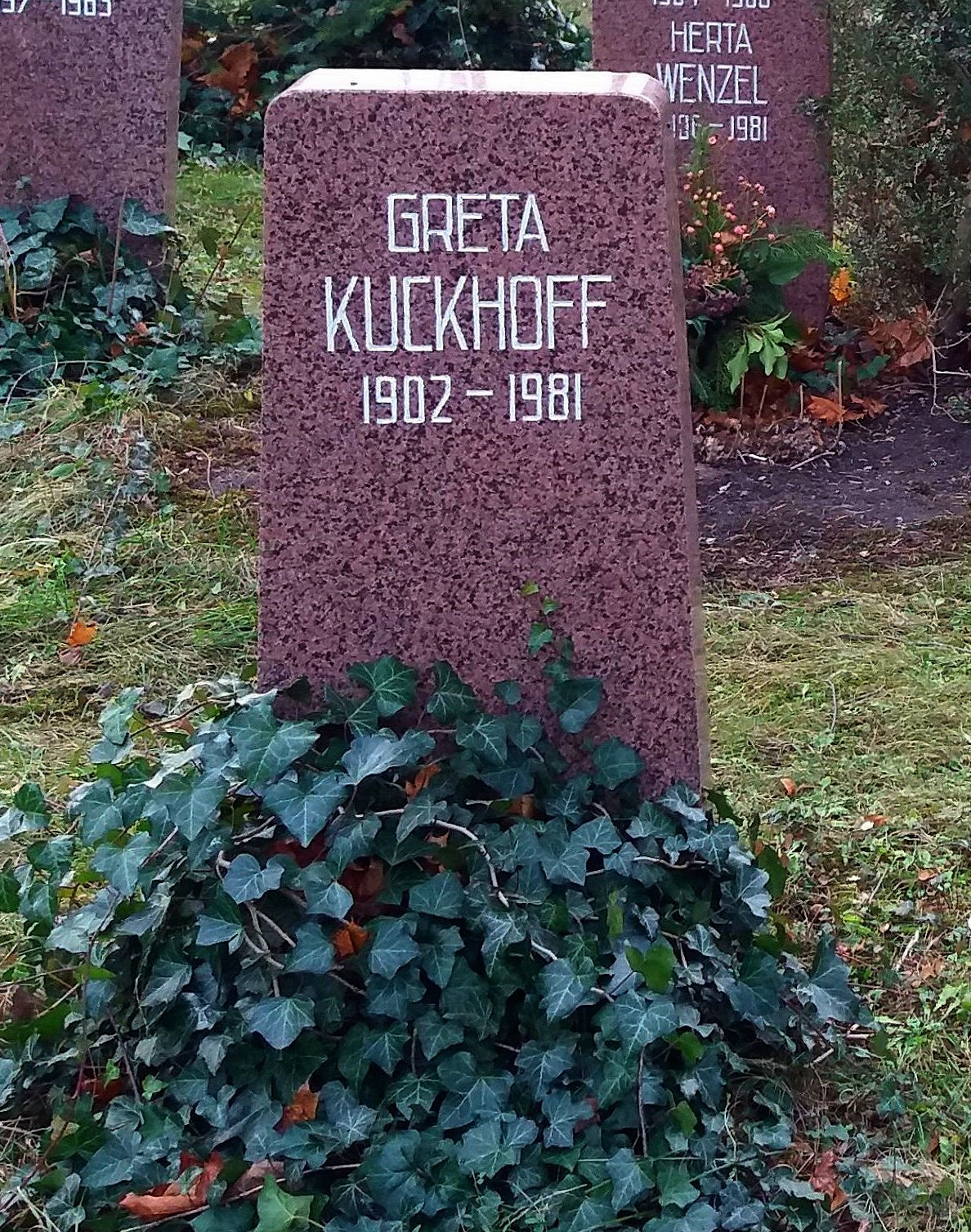
Grabstätte

Ab 1946 arbeitete Kuckhoff in verschiedenen Wirtschaftsgremien mit. Sie war Mitglied des ersten und des zweiten Deutschen Volksrats und von 1954 bis 1958 Abgeordnete der Volkskammer. Von 1950 bis 1958 war sie Präsidentin der Deutschen Notenbank. Kuckhoff war ähnlich wie ihr Vorgänger, Willy Huhn, nicht bereit, fachlich fragwürdige geldpolitische Entscheidungen der SED bzw. des Ministerrates der DDR unwidersprochen hinzunehmen. Nach dem Geldumtausch im Oktober 1957, in dessen Vorbereitung sie offenbar nicht einbezogen worden war, trat sie im April 1958, ebenfalls aus „gesundheitlichen Gründen“, als Präsidentin der DNB zurück. Nach der Entbindung aus dieser Position betätigte sie sich im Friedensrat der DDR. Ab 1964 war sie Vizepräsidentin des Friedensrats der DDR und Mitglied des Weltfriedensrats. 1972 veröffentlichte sie ihre Memoiren mit dem Titel Vom Rosenkranz zur Roten Kapelle.
Ihre Urne wurde in der Grabanlage Pergolenweg des Berliner Zentralfriedhofs Friedrichsfelde beigesetzt.
Am 7. Mai 2012 wurde für Greta Kuckhoff in ihrer Geburtsstadt Frankfurt (Oder) ein Stolperstein des Künstlers Gunter Demnig verlegt.

## Familie
Greta Kuckhoff war die dritte Ehefrau des Schriftstellers Adam Kuckhoff, mit dem sie ab 1933 zusammenlebte. Sie heirateten 1937 und hatten ein gemeinsames Kind: den späteren Redakteur der Aktuellen Kamera Ule Kuckhoff.

## Ehrungen
- 1955 Clara-Zetkin-Medaille
- 6. Mai 1955 Vaterländischer Verdienstorden in Silber
- 1958 Medaille für Kämpfer gegen den Faschismus
- 1965 Vaterländischer Verdienstorden in Gold
- 1967 Ehrenbürgerin der Stadt Frankfurt (Oder)
- 1968 Carl-von-Ossietzky-Medaille des Friedensrates der DDR
- 1968 Stern der Völkerfreundschaft in Silber
- 1970 Ehrenspange zum Vaterländischen Verdienstorden in Gold
- 1972 Stern der Völkerfreundschaft in Gold
- 1973 Ehrendoktorwürde der Martin-Luther-Universität Wittenberg
- 1977 Thomasius-Plakette der Martin-Luther-Universität Halle-Wittenberg
- 1980 Karl-Marx-Orden

Die Kuckhoffstraße in Berlin-Niederschönhausen im Bezirk Pankow ist nach ihr und Adam Kuckhoff benannt. Weitere Kuckhoffstraßen gibt es in Aachen (diese allerdings nach ihrem Mann Adam Kuckhoff benannt), Leipzig und Lützen. In Magdeburg gibt es einen Kuckhoffplatz. Auch die Kommunale Berufsschule Crivitz war nach „Dr. Greta Kuckhoff“ benannt.

## Darstellung Greta Kuckhoffs in der bildenden Kunst
- Ilse Fischer: Greta Kuckhoff (1972, Öl)[8]
- Doris Kahane: Greta Kuckhoff (o. J., Radierung; u. a. im Kunstarchiv Beeskow)

## Publikationen Greta Kuckhoffs
- Rote Kapelle. In: Aufbau, Aufbau-Verlag, Berlin (Ost) 1948, Heft 1, S. 30–37[9]
- Vom Rosenkranz zur Roten Kapelle. Ein Lebensbericht, Neues Leben, Berlin 1972 u.ö.